# Monnina xalapensis
Monnina xalapensis är en jungfrulinsväxtart som beskrevs av Carl Sigismund Kunth. Monnina xalapensis ingår i släktet Monnina och familjen jungfrulinsväxter. Inga underarter finns listade i Catalogue of Life.

## Bildgalleri

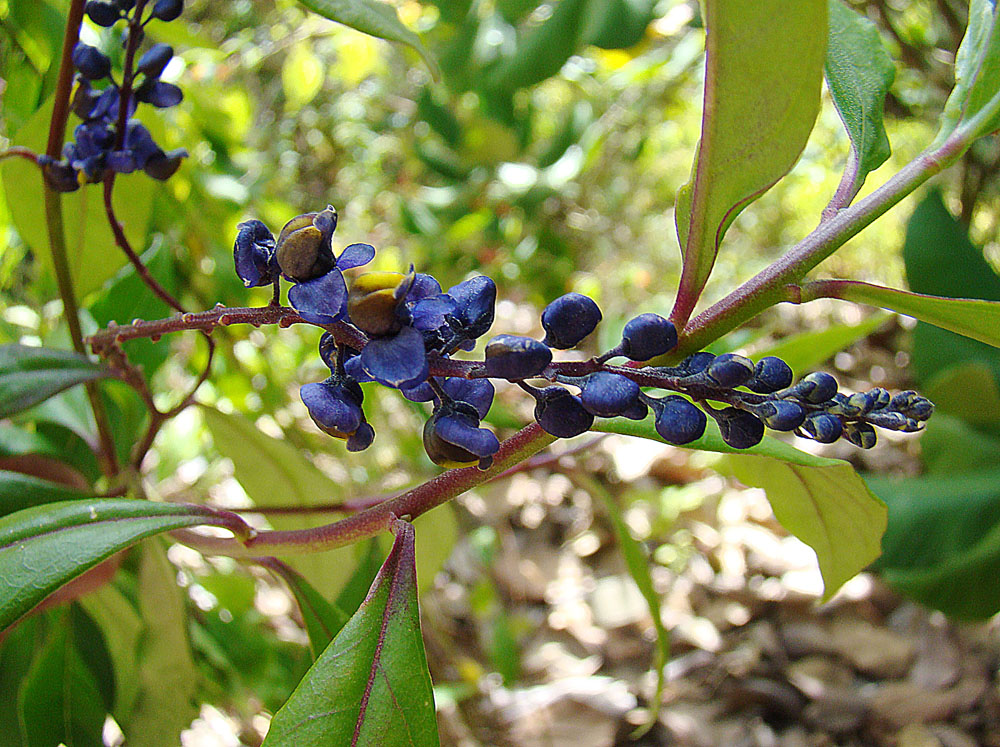
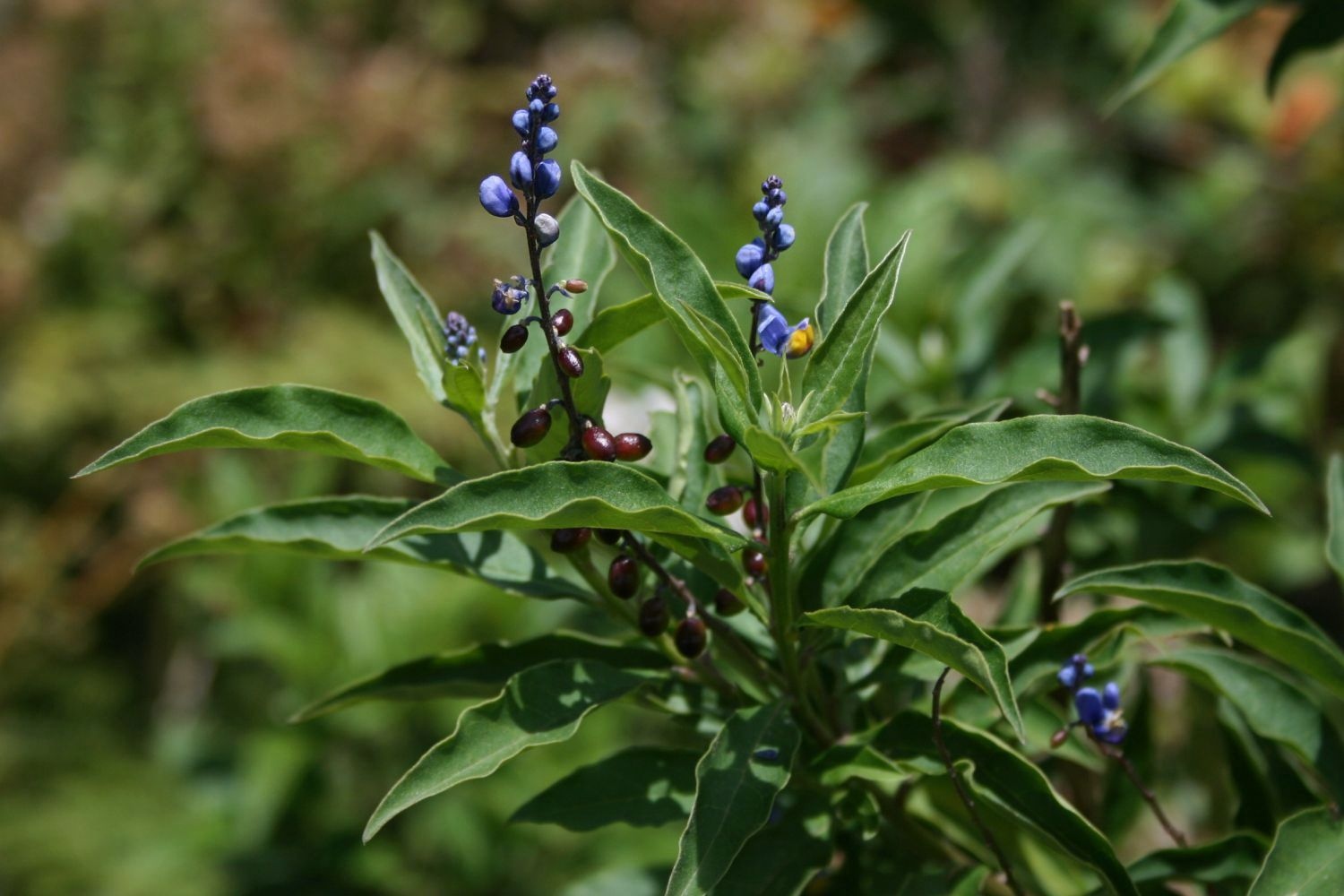
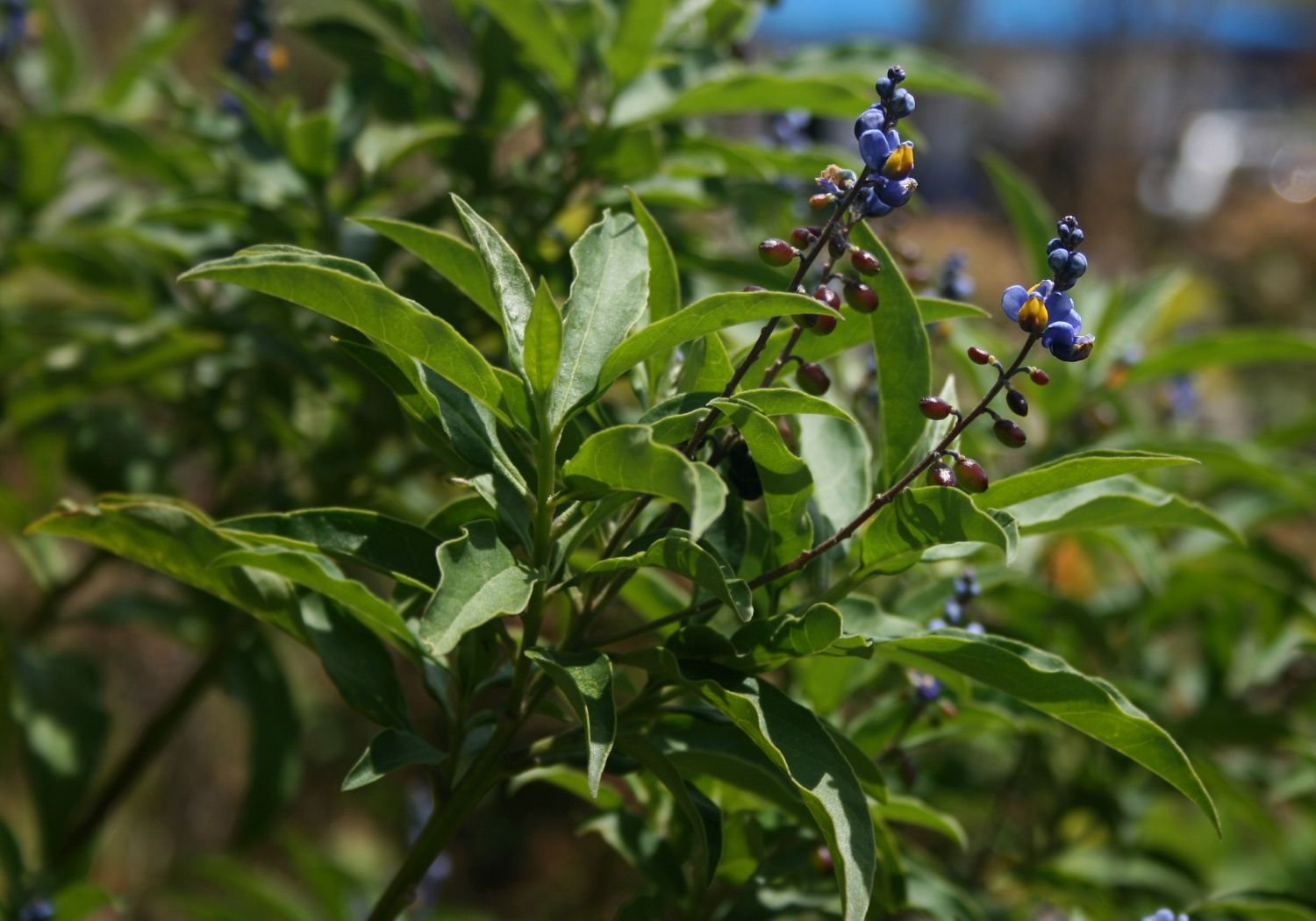
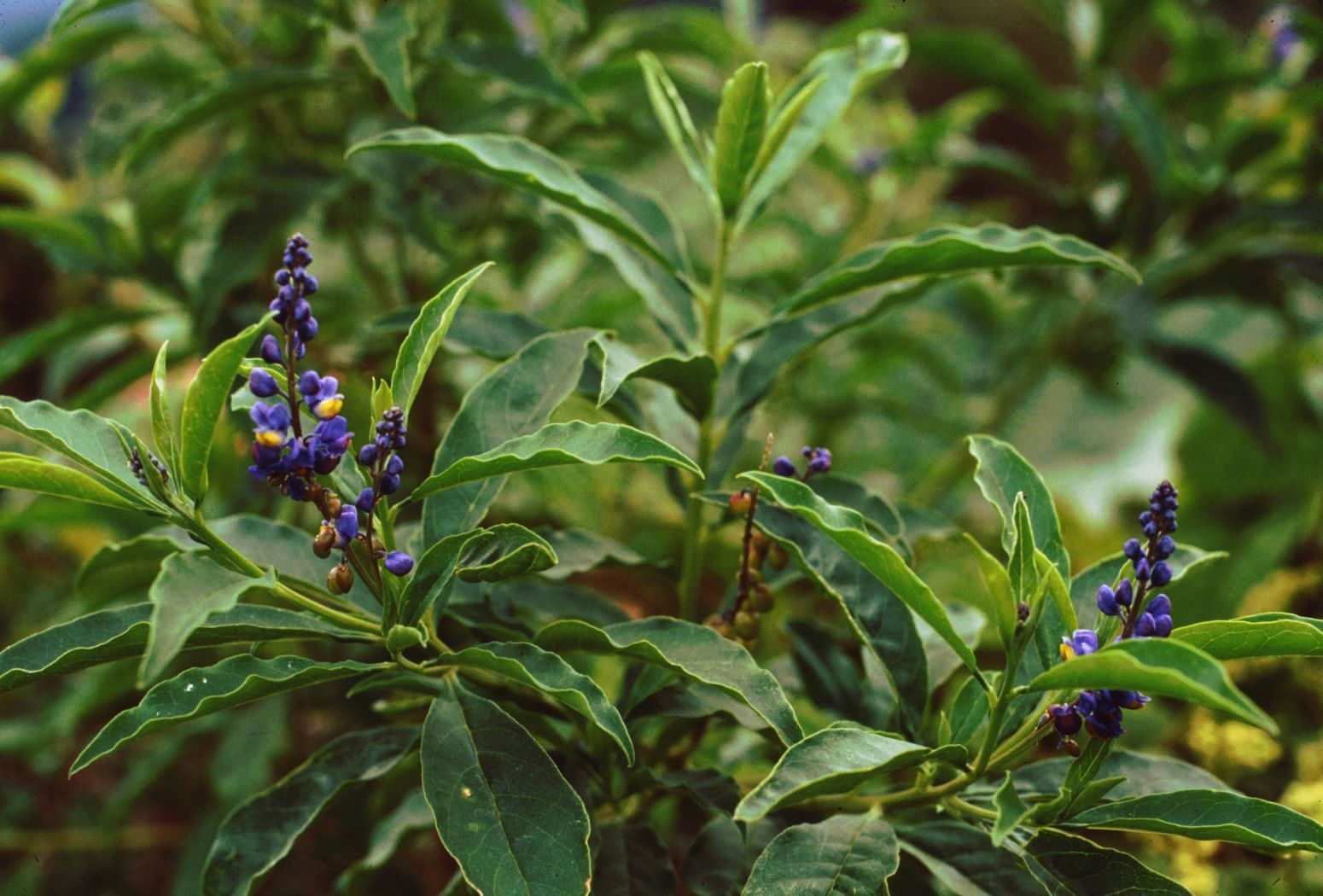